# Col d'Olen
Le col d'Olen, également le col du Dolent, est un col alpin situé dans les Alpes pennines.

## Localisation
Ce col relie la vallée du Lys, en Vallée d'Aoste, au Valsesia, dans le Piémont.
Il est situé entre le Gemshorn (ou pic du Chamois - 3 024 m) et le Rothorn (ou pic Rouge - 3 023 m).

## Accès
- Refuge ville de Vigevano
- Refuge Guglielmina